# NQO1
NQO1 (англ. NAD(P)H quinone dehydrogenase 1) – білок, який кодується однойменним геном, розташованим у людей на короткому плечі 16-ї хромосоми. Довжина поліпептидного ланцюга білка становить 274 амінокислот, а молекулярна маса — 30 868.
| 10         |  | 20         |  | 30         |  | 40         |  | 50         |
| ---------- |  | ---------- |  | ---------- |  | ---------- |  | ---------- |
| MVGRRALIVL |  | AHSERTSFNY |  | AMKEAAAAAL |  | KKKGWEVVES |  | DLYAMNFNPI |
| ISRKDITGKL |  | KDPANFQYPA |  | ESVLAYKEGH |  | LSPDIVAEQK |  | KLEAADLVIF |
| QFPLQWFGVP |  | AILKGWFERV |  | FIGEFAYTYA |  | AMYDKGPFRS |  | KKAVLSITTG |
| GSGSMYSLQG |  | IHGDMNVILW |  | PIQSGILHFC |  | GFQVLEPQLT |  | YSIGHTPADA |
| RIQILEGWKK |  | RLENIWDETP |  | LYFAPSSLFD |  | LNFQAGFLMK |  | KEVQDEEKNK |
| KFGLSVGHHL |  | GKSIPTDNQI |  | KARK       |  |            |  |            |

A: Аланін

C: Цистеїн

D: Аспарагінова кислота

E: Глутамінова кислота

F: Фенілаланін

G: Гліцин

H: Гістидин

I: Ізолейцин

K: Лізин

L: Лейцин

M: Метіонін

N: Аспарагін

P: Пролін

Q: Глутамін

R: Аргінін

S: Серин

T: Треонін

V: Валін

W: Триптофан

Кодований геном білок за функціями належить до оксидоредуктаз, фосфопротеїнів. 
Задіяний у такому біологічному процесі, як альтернативний сплайсинг. 
Білок має сайт для зв'язування з НАД, НАДФ, ФАД, флавопротеїном. 
Локалізований у цитоплазмі.